# Translatix
Translatix là một chi bướm đêm thuộc họ Noctuidae.